# Nekrasove, Hluhiv
Nekrasove (în ucraineană Некрасове) este un sat în comuna Semenivka din raionul Hluhiv, regiunea Sumî, Ucraina.

## Demografie
Componența lingvistică a localității Nekrasove
     Ucraineană (97,99%)
     Rusă (2,01%)
Conform recensământului din 2001, majoritatea populației localității Nekrasove era vorbitoare de ucraineană (97,99%), existând în minoritate și vorbitori de rusă (2,01%).